# Hiệp hội bóng đá Slovakia
Hiệp hội bóng đá Slovakia (tiếng Slovak: Slovenský futbalový zväz) là tổ chức quản lý, điều hành các hoạt động bóng đá ở Slovakia. Liên đoàn quản lý đội tuyển bóng đá quốc gia Slovakia, tổ chức các giải bóng đá như vô địch quốc gia và cúp quốc gia. Liên đoàn bóng đá Slovakia gia nhập UEFA năm 1993 và FIFA năm 1994.